# شعب أورومو
شعب أورومو أو شعب الأورومو هم مجموعة عرقية كوشية وأمة أصلية في إثيوبيا ويتحدثون لغة الأورومو. هم أكبر مجموعة عرقية في إثيوبيا ويمثلون 45.5 % من سكان إثيوبيا. يتحدث الأورومو لغة الأورومو بصفتها لغتهم الأم، وتسمى أيضًا أفان أورومو وأوروميفا، وهي جزء من الفرع الكوشي لعائلة اللغات الأفرو آسيوية. ظهرت كلمة أورومو في الأدب الأوروبي لأول مرة في عام 1893 وانتشرت ببطء في النصف الثاني من القرن العشرين.
ما زال بعض الأورومو يتبعون دينهم التقليدي، واقفانا، واستخدموا نظام حكم الجدا. الزعيم المنتخب من قبل نظام القضاء يبقى في السلطة لمدة 8 سنوات، وتجري الانتخابات في نهاية تلك السنوات الثماني. كان الأورومو مهيمنين ثقافيًا في وسط إثيوبيا وجنوبها من القرن الثامن عشر إلى القرن التاسع عشر، خلال فترة زمنا ماسافينت.

## الأصول والتسميات
صورة: خريطة إثيوبيا تسلط الضوء على منطقة أوروميا
تستند أصول وعصور ما قبل التاريخ لشعب الأورومو قبل القرن السادس عشر إلى التقاليد الشفوية للأورومو. تذكر وثائق الحقبة الاستعمارية القديمة واللاحقة شعب أورومو باسم غالا، والتي أصبحت حديثًا دلالة مهينة، لكن من كتب هذه الوثائق أفراد من مجموعات عرقية أخرى. أول سجل يمكن التحقق منه يشير إلى شعب الأورومو موجود في الخريطة التي رسمها الإيطالي فرا ماورو عام 1460، وهو رسام خرائط أوروبي، واستخدم مصطلح غالا.
كان مصطلح كوش لفرا ماورو المصطلح الأكثر استخدامًا حتى أوائل القرن العشرين. استخدم الأحباش والعرب مصطلح غالا لشعب أورومو، والذي ذكره جوكسون بارتون في عام 1924. كان مصطلحًا يشير إلى النهر والغابة، وكذلك الرعاة الذين أقاموا في مرتفعات جنوب إثيوبيا. تتفق هذه المعلومات التاريخية مع التقاليد المكتوبة والشفوية للصوماليين، بحسب محمد حسن. تشير مجلة نشرها المعهد الإفريقي الدولي إلى أنها كلمة من لغة الأورومو (تبناها سكان المناطق المجاورة) لوجود كلمة غالا بمعنى «التجول» أو «العودة إلى المنزل» بلغتهم.
لم يطلق الأورومو على أنفسهم اسم «غالا» قط ويقاومون استخدامه لأن المصطلح يعد ازدراءً لهم. عرّفوا أنفسهم تقليديًا وفقًا لإحدى عشائرهم (غوساس) ويستخدمون اليوم المصطلح الشامل المشترك «أورومو» الذي يشير ضمنيًا إلى «الأشخاص المولودين أحرارًا». كلمة أورومو مشتقة من إيلم أورما وتعني «أبناء أورومو»، أو «أبناء الرجال»، أو «شخص غريب». يعود أول استخدام معروف لكلمة أورومو للإشارة إلى المجموعة العرقية إلى عام 1893.

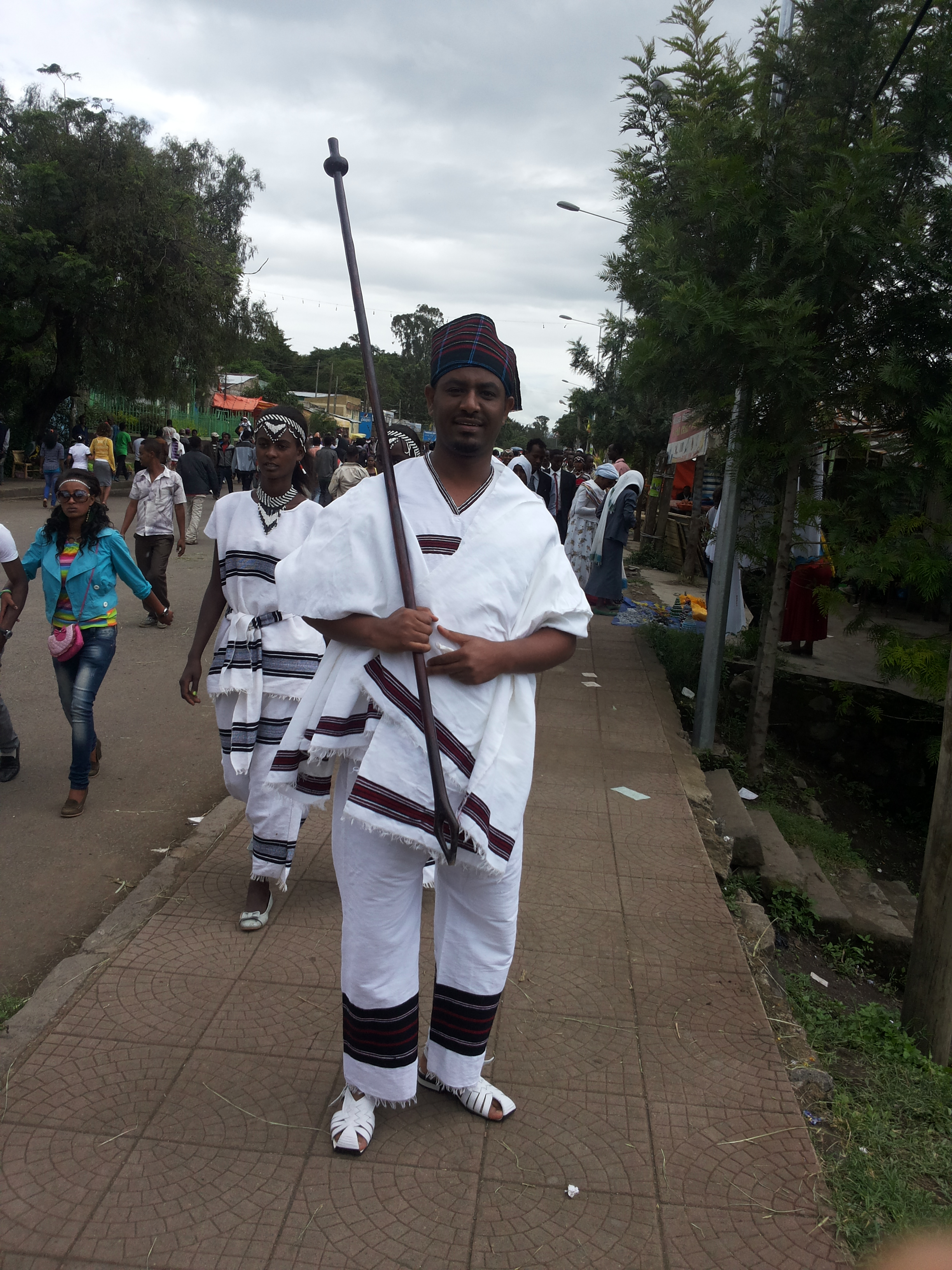
احتفالات إيريشا

توجد أدبيات بوفرة كبيرة عن شعوب هذه المنطقة بعد ذكر فرا ماورو، بما في ذلك الأورومو، لا سيما حروبهم ومقاومتهم للتحول الديني، وخاصة من قبل المستكشفين الأوروبيين والمبشرين المسيحيين الكاثوليك. أقدم رواية أولية عن إثنوغرافيا الأورومو «تاريخ غالا» في القرن السادس عشر للراهب المسيحي بحري الذي كان من دولة قمو، وهي مكتوبة بلغة الجعيز. وفقًا لكتاب ألفه دابادي في عام 1861.
تُرجح اللسانيات التاريخية ودراسات الإثنولوجيا المقارنة أن شعب الأورومو نشأ غالبًا حول بحيرات «ليك تشو بحر» وبحيرة تشامو. هم شعب كوشي سكن شرق وشمال شرق إفريقيا منذ أوائل الألفية الأولى على الأقل. أدت الحرب التي أعقبت الحرب العدلية الحبشية في القرن السادس عشر إلى انتقال الأورومو إلى الشمال. استوعب الأورومو جماعة الهارلا الإثنية في إثيوبيا.
تشير الأدلة التاريخية إلى أن شعب الأورومو نشأ حقًا في المرتفعات الجنوبية في القرن الخامس عشر أو قبله، وأن بعض أفراد الأورومو على الأقل كانوا يتفاعلون مع المجموعات العرقية الإثيوبية الأخرى. عاش سكان الأورومو في المنطقة لفترة طويلة، لكن الخليط العرقي للشعوب التي عاشت هناك غير واضح. وفقًا لأليساندرو تريولزي، من المحتمل أن تكون التفاعلات واللقاءات بين شعب أورومو ومجموعات النيلو صحراوية بدأت في فترة مبكرة. زاد الأورومو من أعدادهم عبر أورمة (ميدهيكا وموغوسا وجوديفاشا) الشعوب المختلطة (جبارو). استبدل مصطلح عشائر الأورومو الأسماء القديمة الأصلية للمناطق التي احتلها الأورومو، وأصبح السكان من الجبارو.

## الدين
اتبع شعب الأورومو دينهم التقليدي، واقفانا، وقاوموا التحول الديني قبل اندماجهم في السلطنات والممالك المسيحية. أدت الحرب المؤثرة التي استمرت 30 عامًا، من عام 1529 إلى عام 1559 بين الأطراف الثلاثة - الأورومو والمسيحيون والمسلمون - إلى تبديد القوة السياسية لجميع الأطراف الثلاثة. تطورت المعتقدات الدينية لشعب الأورومو في هذه البيئة الاجتماعية والسياسية. نجحت جهود المبشرين البروتستانت أو الكاثوليك في القرن التاسع عشر والنصف الأول من القرن العشرين في تكوين أتباع أورومو بروتستانت أو كاثوليك.
في أواخر القرن التاسع عشر، أقرت الأرثوذكسية في الدولة. عُرف تيودروس الثاني ويوحنس الرابع بعدم تسامحهما مع الأديان الأخرى. ساعد الدين المعادي لعرق أمهرة، الذين سيطروا عليهم، على انتشار الإسلام. كان وولو أورومو أول من اعتنق الإسلام عقيدة مقاومة. قبلت قبيلة أرسي أورومو الإسلام ردًا على الحرب والمذبحة التي ارتكبتها الدولة المسيحية في عهد مينليك الثاني. رغم أن مينيليك عمد بالقوة شعب أورومو شيوا، شعر الإمبراطور أنه يجب أن يتسامح مع الإسلام في مناطق مثل جيما وهرار، إذ أدى استخدام القوة في الماضي إلى مشكلات خطيرة.
في الإحصاء الإثيوبي لعام 2007 لمنطقة أوروميا، والذي شمل كلا من الأورومو وغير الأورومو المقيمين، كان هناك ما مجموعه 13,107,963 من أتباع المسيحية (8,204,908 أرثوذكس و4,780,917 بروتستانت و122,138 كاثوليك)، 12,835,410 من أتباع الإسلام، 887,773 من أتباع الديانات التقليدية، و 162,787 من أتباع الديانات الأخرى. وفقًا لذلك، فالأورومو 48.1% مسيحيون (8,204,908 أو 30.4% أرثوذكس و4,780,917 أو 17.7% بروتستانت، و122,138 كاثوليك) و47.6% مسلمون و 3.3% من أتباع الديانات التقليدية.
وفقًا لمنشور صدر عام 2009 عن رابطة علماء الاجتماع المسلمين والمعهد الدولي للفكر الإسلامي «من المحتمل أن أكثر من 60% من الأورومو يتبعون الإسلام، وأكثر من 30% يتبعون المسيحية وأقل من 3% يتبعون الدين التقليدي».
وفقًا لتقدير عام 2016 لجيمس ميناهان، فإن نحو نصف سكان الأورومو من المسلمين السنة، وثلثهم من الأرثوذكس الإثيوبيين، ومعظم البقية من البروتستانت أو يتبعون معتقداتهم الدينية التقليدية. الدين التقليدي أشيع لدى سكان أورومو الجنوبيين، والمسيحية أشيع في المراكز الحضرية وبالقرب منها، والمسلمون أشيع بالقرب من الحدود الصومالية وفي الشمال.